# Imécourt
 Imécourt  es una población y comuna francesa, en la región de Champaña-Ardenas, departamento de Ardenas, en el distrito de Vouziers y cantón de Buzancy.
Está integrada en la Communauté de communes de l'Argonne Ardennaise.
Entre 1973 y 1984 formó parte de Verpel.

## Demografía
| 225 | 230 | 243 | 240 | 298 | 291 | 294 | 271 | lac. | lac. | 285 | 269 | 265 | 258 | 234 | 230 | 231 | 192 | 191 | 181 | 147 | 135 | 119 | 120 | 96 | 115 | 124 | 99 | ... | ... | 69 | 61 | 61 | 62 |
| Para los censos de 1962 a 1999 la población legal corresponde a la población sin duplicidades (Fuente: INSEE [Consultar]) |     |     |     |     |     |     |     |      |      |     |     |     |     |     |     |     |     |     |     |     |     |     |     |    |     |     |    |     |     |    |    |    |    |

## Personalidades ligadas a la comuna
- Charles Gédéon Théodore de Wassinhac, Conde de Imécourt, político y militar, oficial de la Legión de Honor